# Jordánský park
Jordánský park nebo Jordánská zahrada, polsky ogród Jordanowski nebo park Jordanowski, je typicky polský typ městského parku, jehož jméno a tradice je odvozena od zakladatele, kterým byl polský lékař, filantrop, vlastenec a průkopník tělesné výchovy Henryk Jordan (1842-1907). Jordánské parky jsou určené převážně pro děti a mládež.

## Historie a současnost
V období, kdy město Kraków (Krakov) bylo pod nadvládou Rakousko-Uherska, založil v roce 1889 Henryk Jordan park, který později město nazvalo Park Henryka Jordana (Park im. Henryka Jordana). Tehdy novou a revoluční myšlenkou Jordana bylo založení parku s cílem vytvořit podmínky vedoucí k plnému fyzickému, sociálnímu a duševnímu rozvoji dětí a mladých lidí. Vznikl tak unikátní dětský a mládežnický typ parku s hřišti, tělocvičnami, sportovišti a dětským bludištěm. Sportovní cvičení se zde konala pouze v létě. Henryk Jordan plánoval sportovní i přednáškové aktivity v parku, kde vyučoval polskou historii ve vlasteneckém duchu. Jordanovy myšlenky byly přijaty širokou veřejnosti a rychle začaly vznikat nové Jordánské parky až do vypuknutí druhé světové války. Jordánské parky jsou jedinečné v celosvětovém měřítku, díky svému zaměření na mládež a děti, a patří ke kulturnímu dědictví nejen Polska, ale i celé Evropy. Jejich novodobá, i když pozměněná, tradice pokračuje v Polsku nadále. Jordánské parky inspirovaly také dnešní dětská hřiště.

### Jordanovské parky
- Park Henryka Jordana - Krakov.

## Galerie

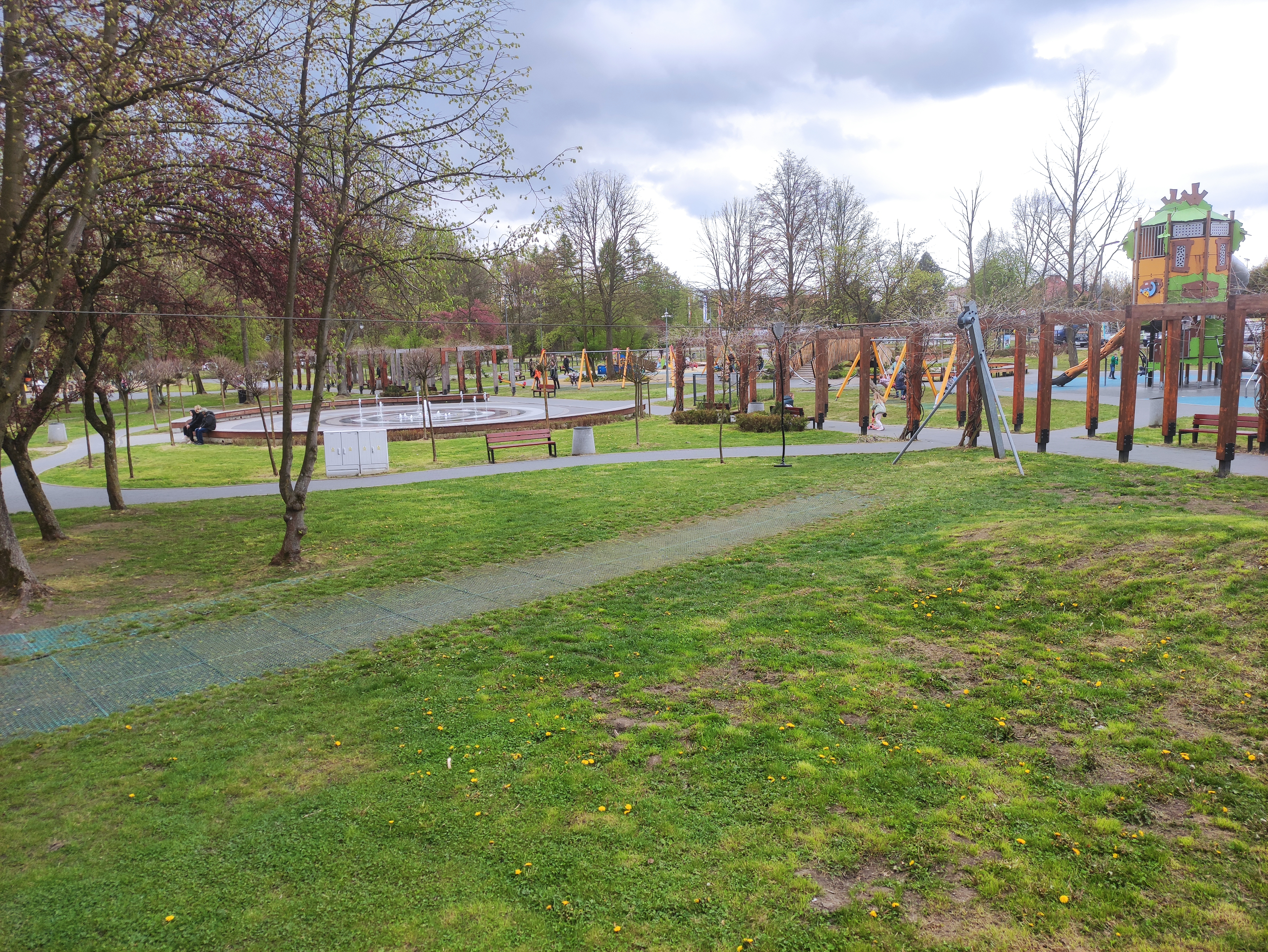
Park im. Jacka Kuronia - jordánský park Sosnowiec